# Roguszyn (powiat węgrowski)
Roguszyn – wieś w Polsce położona w województwie mazowieckim, w powiecie węgrowskim, w gminie Korytnica. Ma status sołectwa.
Miejscowość była przejściowo siedzibą gminy Borze. W latach 1975–1998 miejscowość należała administracyjnie do województwa siedleckiego.
Wierni Kościoła rzymskokatolickiego należą do parafii św. Stanisława Biskupa Męczennika w Czerwonce Liwskiej lub św. Jana Chrzciciela w Pniewniku.